# تپه سر قلا
تپه سر قلا مربوط به دوره اشکانیان - دوره ساسانیان است و در شهرستان کوهدشت، بخش درب گنبد، دهستان درب گنبد، ۳۰۰ متری جنوب شرق روستای چم قلا واقع شده و این اثر در تاریخ ۲۸ اسفند ۱۳۸۵ با شمارهٔ ثبت ۱۸۴۲۷ به‌عنوان یکی از آثار ملی ایران به ثبت رسیده است.